# Nationalrat (Schweiz)
Der Nationalrat (abgekürzt NR; französisch Conseil national, CN; italienisch Consiglio nazionale, CN; rätoromanisch Cussegl naziunalⓘ, CN) ist die grosse Kammer des Parlaments der Schweizerischen Eidgenossenschaft mit 200 Mitgliedern und bildet gemeinsam mit dem Ständerat die Bundesversammlung. Sein Sitz befindet sich im Berner Bundeshaus.

## Mitgliederzahl

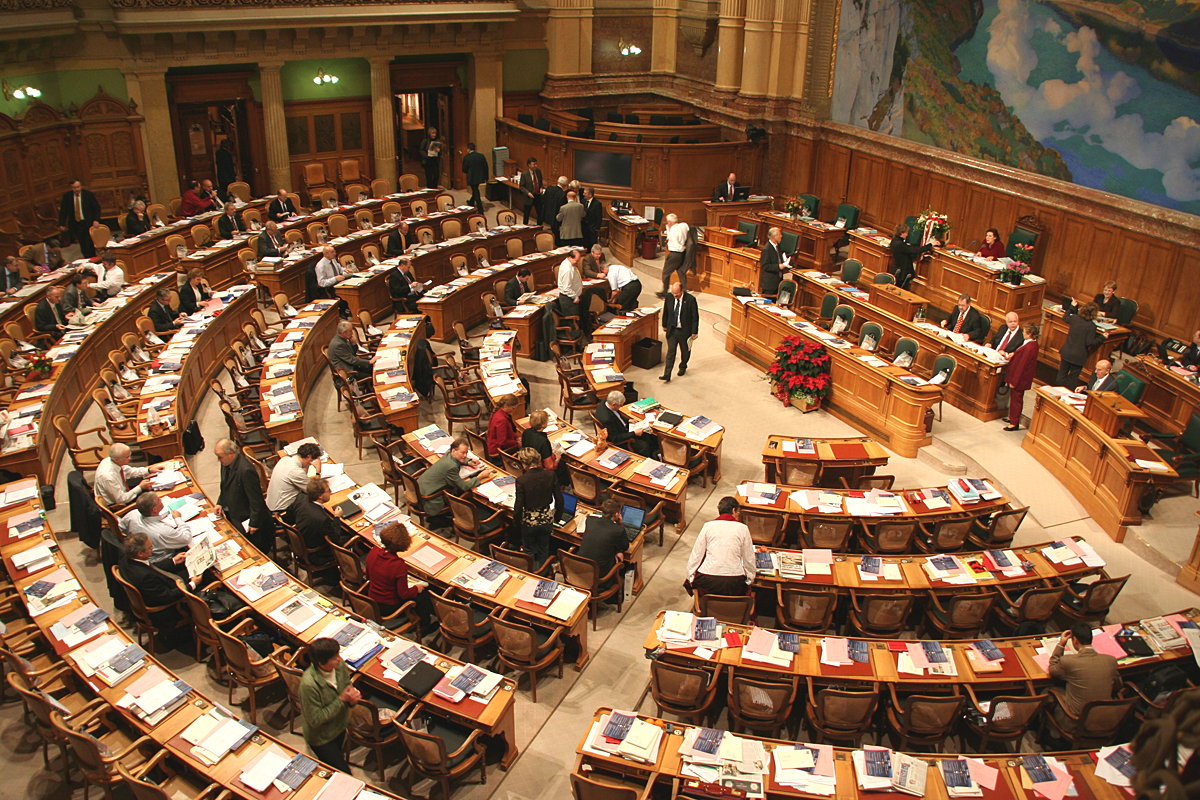
Nationalratssaal (Wintersession 2006)

Mit 200 Mitgliedern bildet der Nationalrat die grosse Kammer des Zweikammersystems der Bundesversammlung.
Bei der Gründung des Bundesstaates 1848 war diese Anzahl noch nicht festgelegt, sondern ergab sich aus der Einwohnerzahl der einzelnen Kantone. Gemäss den Vorgaben der damaligen Bundesverfassung sollte ein Nationalratsmitglied 20'000 Einwohner repräsentieren. Daher verfügte der erste Nationalrat, der 1848 zusammentrat, über 111 Mitglieder.
Mit der in der Volksabstimmung vom 4. November 1962 angenommenen Verfassungsänderung wurde die Zahl der Nationalratsmitglieder auf 200 festgelegt. Die Aufteilung auf die einzelnen Kantone erfolgt seither aufgrund der jeweiligen Volkszählungsergebnisse der Wohnbevölkerung (also inklusive Personen ohne Schweizer Bürgerrecht und damit ohne Stimmrecht) nach dem Hare/Niemeyer-Verfahren. Eine Änderung in der Verteilung erfolgte im Jahre 2003 nach den Ergebnissen der eidgenössischen Volkszählung aus dem Jahre 2000. Auch danach erfolgten von Zeit zu Zeit Änderungen der Sitzzuteilung. Jeder Kanton hat Anspruch auf mindestens einen Nationalrat.

## Wahlverfahren
Die Nationalräte werden alle vier Jahre für eine Legislaturperiode von vier Jahren vom Volk gewählt, die letzte Wahl fand am Sonntag, dem 23. Oktober 2023, statt.
Die Wahl erfolgt seit 1919 nach der Annahme einer entsprechenden Volksinitiative mittels Proporzwahl, wobei jeder Kanton einen Wahlkreis bildet. Jeder Wahlkreis bildet ein in sich geschlossenes Wahlgebiet. Eine Sperrklausel, wie die beispielsweise in Deutschland übliche sogenannte Fünf-Prozent-Hürde, gibt es nicht, da in der Schweiz möglichst klare Fraktionsstärken zugunsten von Regierungsbildungen nicht elementar sind. Wählbar sind alle stimmberechtigten Schweizer Bürger. Seit 1971 können Frauen bei Nationalratswahlen wählen und gewählt werden. Im Jahr 1991 wurde das Alter von 20 auf 18 gesenkt. Unvereinbarkeitsregeln der Bundesversammlung sind anwendbar.
Wahltag ist jeweils alle vier Jahre am zweitletzten Sonntag im Oktober.
Seit der Modernisierung der Volkszählung und der Verwendung der Verwaltungsdaten zur Erhebung der Bevölkerungszahlen (2007) basiert die Verteilung der Sitzzahlen auf die Kantone auf dem Stand der ständigen Wohnbevölkerung (inklusive nicht Stimmberechtigter) im auf die letzten Gesamterneuerungswahlen folgenden Jahr. Es gilt dabei der Grundsatz, dass jeder Kanton Anspruch auf mindestens einen Sitz hat.
Die Sitze innerhalb der Kantone mit Anspruch auf mehr als einen Sitz werden nach Hare/Niemeyer verteilt.
Kantone, die nur einen Vertreter in den Nationalrat entsenden können, wählen mittels Majorzwahl, wobei das relative Mehr entscheidet.
Bei den Wahlen stellen die Parteien in den Kantonen Listen mit Kandidaten auf. Jede Liste enthält maximal so viele Kandidaten, wie dem Kanton Nationalratssitze zustehen. Jeder Stimmbürger kann somit so viele Personen wählen, wie seinem Kanton Nationalräte zustehen: ein Bewohner des Kantons Zürich also 36 (bei den Wahlen 2023), ein Bewohner des Kantons Uri nur eine.
Ausserdem kann jede Partei mit mehreren Listen pro Kanton antreten (beispielsweise Männer- und Frauen-, Jugend- und Senioren-, in grösseren Kantonen auch Stadt- und Landlisten). Ebenfalls möglich ist eine Listenverbindung zwischen mehreren verschiedenen Parteien. Dagegen hat der Bundesrat in einem Kreisschreiben vom 19. Oktober 2022 präzisiert, dass Unterlistenverbindungen (d. h. Listenverbindungen innerhalb von Listenverbindungen) zwischen verschiedenen Parteien (welche bei früheren Wahlen oft toleriert wurden) nicht gestattet sind.
Die Stimmbürger haben die Möglichkeit, die Listen unverändert abzugeben oder sie durch Kumulieren bzw. Panaschieren zu verändern. Einerseits kann der Wähler einem einzigen Kandidaten die Stimme geben und die restlichen seiner Partei überlassen. Andererseits ist es möglich, dass der Wähler die ihm zustehenden Stimmen auf Kandidaten von mehreren Parteien verteilt. Es ist möglich, einen oder mehrere Kandidaten doppelt aufzuführen.

## Sitzverteilung

### Nach Parteien
|        | 2015  | 2015                    | 2019  | 2019                    |
| Partei | Sitze | Wähleranteil in Prozent | Sitze | Wähleranteil in Prozent |
| SVP    | 65    | 29,4                    | 53    | 25,6                    |
| SP     | 43    | 18,8                    | 39    | 16,8                    |
| FDP    | 33    | 16,4                    | 29    | 15,1                    |
| Grüne  | 11    | 7,1                     | 28    | 13,2                    |
| CVP    | 27    | 11,6                    | 25    | 11,4                    |
| GLP    | 7     | 4,6                     | 16    | 7,8                     |
| BDP    | 7     | 4,1                     | 3     | 2,5                     |
| EVP    | 2     | 1,9                     | 3     | 2,1                     |
| EDU    | 1     | 1,2                     | 1     | 1                       |
| Sonst. | 4     | 4,9                     | 3     | 4,6                     |

In den Wahlkreisen erfolgt die Sitzzuteilung wiederum nach dem Hagenbach-Bischoff-Verfahren. Zunächst werden nicht die Stimmenanzahlen der einzelnen Listen, sondern die der Listenverbindungen berücksichtigt. Erst nach stimmenproportionaler Verteilung aller im Wahlkreis zu vergebenden Sitze auf die einzelnen Listenverbindungen werden die errungenen Sitze innerhalb der Listenverbindungen auf die einzelnen Listen wiederum nach Hagenbach-Bischoff unterverteilt.
Gewählt sind auf den Parteilisten die Kandidaten gemäss den erhaltenen Stimmenzahlen. Nachträgliche Umreihungen durch die Parteizentralen, um als wichtig erachteten Kandidaten doch den Einzug in den Nationalrat zu sichern, sind nicht möglich. Eine Abwahl oder ein Ausschluss eines Mitglieds des Nationalrats ist nicht möglich. Auch die vorzeitige Auflösung des Nationalrates ist in der Verfassung nicht vorgesehen. Nur im Falle einer vom Volk beschlossenen Totalrevision der Bundesverfassung wird die gesamte Bundesversammlung (National- und Ständerat) aufgelöst und neu gewählt.
1995 setzte nach einer längeren Phase der parteipolitischen Stabilität die Polarisierung im schweizerischen Parteiensystem ein. Sie brachte vor allem der SVP Stimmengewinne. Gleichzeitig verschwanden mit der Freiheitspartei oder dem Landesring verschiedene Parteien auf nationaler Ebene. Da die Parteien an den Polen gestärkt wurden, spricht man häufig auch von Polarisierung oder Bipolarisierung.

Historischer Verlauf des Sitzanteils der einzelnen Parteien

### Nach Kantonen

#### Entwicklung der Sitzzahlen
Die nachfolgende Tabelle zeigt, wie viele Sitze den Kantonen im Verlaufe der Jahre zustanden. Bis einschliesslich 2011 waren die Ergebnisse der alle zehn Jahre stattfindenden Volkszählungen massgeblich, ab 2015 werden zur Verteilung die Einwohnerregister herangezogen.
| Kanton                 | 1848 | 1851– 1860 | 1863– 1869 | 1872– 1878 | 1881– 1887 | 1890– 1899 | 1902– 1908 | 1911– 1919 | 1922– 1928 | 1931– 1939 |
| ---------------------- | ---- | ---------- | ---------- | ---------- | ---------- | ---------- | ---------- | ---------- | ---------- | ---------- |
| Zürich                 | 12   | 13         | 13         | 14         | 16         | 17         | 22         | 25         | 27         | 28         |
| Bern                   | 20   | 23         | 23         | 25         | 27         | 27         | 29         | 32         | 34         | 31         |
| Luzern                 | 6    | 7          | 7          | 7          | 7          | 7          | 7          | 8          | 9          | 9          |
| Uri                    | 1    | 1          | 1          | 1          | 1          | 1          | 1          | 1          | 1          | 1          |
| Schwyz                 | 2    | 2          | 2          | 2          | 3          | 3          | 3          | 3          | 3          | 3          |
| Obwalden               | 1    | 1          | 1          | 1          | 1          | 1          | 1          | 1          | 1          | 1          |
| Nidwalden              | 1    | 1          | 1          | 1          | 1          | 1          | 1          | 1          | 1          | 1          |
| Glarus                 | 1    | 2          | 2          | 2          | 2          | 2          | 2          | 2          | 2          | 2          |
| Zug                    | 1    | 1          | 1          | 1          | 1          | 1          | 1          | 1          | 2          | 2          |
| Freiburg               | 5    | 5          | 5          | 6          | 6          | 6          | 6          | 7          | 7          | 7          |
| Solothurn              | 3    | 3          | 3          | 4          | 4          | 4          | 5          | 6          | 7          | 7          |
| Basel-Stadt            | 1    | 1          | 2          | 2          | 3          | 4          | 6          | 7          | 7          | 7          |
| Basel-Landschaft       | 2    | 2          | 3          | 3          | 3          | 3          | 3          | 4          | 4          | 4          |
| Schaffhausen           | 2    | 2          | 2          | 2          | 2          | 2          | 2          | 2          | 3          | 2          |
| Appenzell Ausserrhoden | 2    | 2          | 2          | 2          | 3          | 3          | 3          | 3          | 3          | 2          |
| Appenzell Innerrhoden  | 1    | 1          | 1          | 1          | 1          | 1          | 1          | 1          | 1          | 1          |
| St. Gallen             | 8    | 8          | 9          | 10         | 10         | 11         | 13         | 15         | 15         | 13         |
| Graubünden             | 4    | 4          | 5          | 5          | 5          | 5          | 5          | 6          | 6          | 6          |
| Aargau                 | 9    | 10         | 10         | 10         | 10         | 10         | 10         | 12         | 12         | 12         |
| Thurgau                | 4    | 4          | 5          | 5          | 5          | 5          | 6          | 7          | 7          | 6          |
| Tessin                 | 6    | 6          | 6          | 6          | 7          | 6          | 7          | 8          | 8          | 7          |
| Waadt                  | 9    | 10         | 11         | 11         | 12         | 12         | 14         | 16         | 16         | 15         |
| Wallis                 | 4    | 4          | 5          | 5          | 5          | 5          | 6          | 6          | 6          | 6          |
| Neuenburg              | 3    | 4          | 4          | 5          | 5          | 5          | 6          | 7          | 7          | 6          |
| Genf                   | 3    | 3          | 4          | 4          | 5          | 5          | 7          | 8          | 9          | 8          |
| Schweiz                | 111  | 120        | 128        | 135        | 145        | 147        | 167        | 189        | 198        | 187        |

| Kanton                 | 1943– 1947 | 1951– 1959 | 1963– 1967 | 1971– 1979 | 1983– 1987 | 1991– 1999 | 2003– 2011 | 2016– 2020 | 2020– 2024 | 2024– 2028 |
| ---------------------- | ---------- | ---------- | ---------- | ---------- | ---------- | ---------- | ---------- | ---------- | ---------- | ---------- |
| Zürich                 | 31         | 32         | 35         | 35         | 35         | 34         | 34         | 35         | 35         | 36         |
| Bern                   | 33         | 33         | 33         | 31a        | 29         | 27         | 26         | 25         | 24         | 24         |
| Luzern                 | 9          | 9          | 9          | 9          | 9          | 10         | 10         | 10         | 9          | 9          |
| Uri                    | 1          | 1          | 1          | 1          | 1          | 1          | 1          | 1          | 1          | 1          |
| Schwyz                 | 3          | 3          | 3          | 3          | 3          | 3          | 4          | 4          | 4          | 4          |
| Obwalden               | 1          | 1          | 1          | 1          | 1          | 1          | 1          | 1          | 1          | 1          |
| Nidwalden              | 1          | 1          | 1          | 1          | 1          | 1          | 1          | 1          | 1          | 1          |
| Glarus                 | 2          | 2          | 2          | 1          | 1          | 1          | 1          | 1          | 1          | 1          |
| Zug                    | 2          | 2          | 2          | 2          | 2          | 3          | 3          | 3          | 3          | 3          |
| Freiburg               | 7          | 7          | 6          | 6          | 6          | 6          | 7          | 7          | 7          | 7          |
| Solothurn              | 7          | 7          | 7          | 7          | 7          | 7          | 7          | 6          | 6          | 6          |
| Basel-Stadt            | 8          | 8          | 8          | 7          | 6          | 6          | 5          | 5          | 5          | 4          |
| Basel-Landschaft       | 4          | 4          | 5          | 7          | 7          | 7          | 7          | 7          | 7          | 7          |
| Schaffhausen           | 2          | 2          | 2          | 2          | 2          | 2          | 2          | 2          | 2          | 2          |
| Appenzell Ausserrhoden | 2          | 2          | 2          | 2          | 2          | 2          | 1          | 1          | 1          | 1          |
| Appenzell Innerrhoden  | 1          | 1          | 1          | 1          | 1          | 1          | 1          | 1          | 1          | 1          |
| St. Gallen             | 13         | 13         | 13         | 12         | 12         | 12         | 12         | 12         | 12         | 12         |
| Graubünden             | 6          | 6          | 5          | 5          | 5          | 5          | 5          | 5          | 5          | 5          |
| Aargau                 | 12         | 13         | 13         | 14         | 14         | 15         | 15         | 16         | 16         | 16         |
| Thurgau                | 6          | 6          | 6          | 6          | 6          | 6          | 6          | 6          | 6          | 6          |
| Tessin                 | 7          | 7          | 7          | 8          | 8          | 8          | 8          | 8          | 8          | 8          |
| Waadt                  | 16         | 16         | 16         | 16         | 17         | 17         | 18         | 18         | 19         | 19         |
| Wallis                 | 7          | 7          | 7          | 7          | 7          | 7          | 7          | 8          | 8          | 8          |
| Neuenburg              | 5          | 5          | 5          | 5          | 5          | 5          | 5          | 4          | 4          | 4          |
| Genf                   | 8          | 8          | 10         | 11         | 11         | 11         | 11         | 11         | 12         | 12         |
| Jura                   |            |            |            | 2a         | 2          | 2          | 2          | 2          | 2          | 2          |
| Schweiz                | 194        | 196        | 200        | 200        | 200        | 200        | 200        | 200        | 200        | 200        |

a 1979 gingen zwei Sitze vom Kanton Bern an den neu gegründeten Kanton Jura

#### Durch einen Sitz vertretene Bevölkerung
Durch den Verteilungsschlüssel nach ständiger Wohnbevölkerung repräsentiert ein Nationalrat im Durchschnitt 0,5 % der Wohnbevölkerung der Schweiz. Im für die Wahlen von 2015 massgeblichen Jahr 2012 betrug dieser Wert 40'195 (ständige Wohnbevölkerung 8'039'060 Personen per 31. Dezember 2012). Durch die diskrete Verteilung auf Kantone und die Klausel, dass jedem Kanton mindestens ein Sitz zusteht, variiert diese Zahl aber von Kanton zu Kanton, zwischen 15'717 (Appenzell Innerrhoden) und 53'438 (Appenzell Ausserrhoden). Mit Ausnahme der extremen Werte in Appenzell liegt die vertretene Bevölkerung pro Sitz zwischen 35'471 und 43'638 Einwohnern, d. h. von −11,8 % unter bis +8,6 % über dem Durchschnitt. Die Zahl der Wahlberechtigten pro Nationalratssitz (bei 5'124'034 Personen bei der Wahl von 2011 im Schnitt 25'620) lag bei den Wahlen 2011 (mit Ausnahme der Appenzell) zwischen 21'830 (Genf mit überdurchschnittlich hohem Ausländeranteil) und 27'459 (Bern) Personen, oder −14,8 % bis +7,2 % Abweichung vom Durchschnitt.
| Kanton                 | 2011 Wahlen (Wohnbevölkerung Ende 2009) | 2011 Wahlen (Wohnbevölkerung Ende 2009) | 2011 Wahlen (Wohnbevölkerung Ende 2009) | 2011 Wahlen (Wohnbevölkerung Ende 2009) | 2011 Wahlen (Wohnbevölkerung Ende 2009) | 2015 Wahlen (Wohnbevölkerung Ende 2012) | 2015 Wahlen (Wohnbevölkerung Ende 2012) | 2015 Wahlen (Wohnbevölkerung Ende 2012) | 2015 Wahlen (Wohnbevölkerung Ende 2012) | 2015 Wahlen (Wohnbevölkerung Ende 2012) |
| Kanton                 | Sitze                                   | Wohnbevölkerung                         | Bevölkerung pro Sitz                    | Wahlberechtigte                         | Wahlberechtigte pro Sitz                | Sitze                                   | Wohnbevölkerung                         | Bevölkerung pro Sitz                    | Wahlberechtigte                         | Wahlberechtigte pro Sitz                |
| ---------------------- | --------------------------------------- | --------------------------------------- | --------------------------------------- | --------------------------------------- | --------------------------------------- | --------------------------------------- | --------------------------------------- | --------------------------------------- | --------------------------------------- | --------------------------------------- |
| Zürich                 | 34 ▬                                    | 1 406 083                               | 41 355                                  | 877 817                                 | 25 818                                  | 35 ▲                                    | 1 408 575                               | 40 245                                  | 907 623                                 | 25 932                                  |
| Bern                   | 26 ▼                                    | 985 046                                 | 37 886                                  | 713 938                                 | 27 459                                  | 25 ▼                                    | 992 617                                 | 39 705                                  | 729 203                                 | 29 168                                  |
| Luzern                 | 10 ▬                                    | 381 966                                 | 38 197                                  | 260 101                                 | 26 010                                  | 10 ▬                                    | 386 082                                 | 38 608                                  | 271 143                                 | 27 114                                  |
| Uri                    | 01 ▬                                    | 35 382                                  | 35 382                                  | 26 110                                  | 26 110                                  | 01 ▬                                    | 35 693                                  | 35 693                                  | 26 414                                  | 26 414                                  |
| Schwyz                 | 04 ▲                                    | 147 904                                 | 36 976                                  | 98 193                                  | 24 548                                  | 04 ▬                                    | 149 830                                 | 37 458                                  | 102 145                                 | 25 536                                  |
| Obwalden               | 01 ▬                                    | 35 878                                  | 35 878                                  | 25 221                                  | 25 221                                  | 01 ▬                                    | 36 115                                  | 36 115                                  | 26 244                                  | 26 244                                  |
| Nidwalden              | 01 ▬                                    | 41 311                                  | 41 311                                  | 30 363                                  | 30 363                                  | 01 ▬                                    | 41 584                                  | 41 584                                  | 30 810                                  | 30 810                                  |
| Glarus                 | 01 ▬                                    | 39 217                                  | 39 217                                  | 26 078                                  | 26 078                                  | 01 ▬                                    | 39 369                                  | 39 369                                  | 26 268                                  | 26 268                                  |
| Zug                    | 03 ▬                                    | 113 597                                 | 37 866                                  | 71 845                                  | 23 948                                  | 03 ▬                                    | 116 575                                 | 38 858                                  | 74 803                                  | 24 934                                  |
| Freiburg               | 07 ▲                                    | 284 668                                 | 40 667                                  | 185 485                                 | 26 498                                  | 07 ▬                                    | 291 395                                 | 41 628                                  | 196 027                                 | 28 004                                  |
| Solothurn              | 07 ▬                                    | 259 836                                 | 37 119                                  | 173 356                                 | 24 765                                  | 06 ▼                                    | 259 283                                 | 43 214                                  | 177 292                                 | 29 549                                  |
| Basel-Stadt            | 05 ▼                                    | 194 090                                 | 38 818                                  | 114 064                                 | 22 813                                  | 05 ▬                                    | 187 425                                 | 37 485                                  | 113 717                                 | 22 743                                  |
| Basel-Landschaft       | 07 ▬                                    | 277 973                                 | 39 710                                  | 186 806                                 | 26 687                                  | 07 ▬                                    | 276 537                                 | 39 505                                  | 187 863                                 | 26 838                                  |
| Schaffhausen           | 02 ▬                                    | 77 139                                  | 38 570                                  | 49 783                                  | 24 892                                  | 02 ▬                                    | 77 955                                  | 38 978                                  | 51 036                                  | 25 518                                  |
| Appenzell Ausserrhoden | 01 ▼                                    | 53 313                                  | 53 313                                  | 37 678                                  | 37 678                                  | 01 ▬                                    | 53 438                                  | 53 438                                  | 38 498                                  | 38 498                                  |
| Appenzell Innerrhoden  | 01 ▬                                    | 15 789                                  | 15 789                                  | 11 358                                  | 11 358                                  | 01 ▬                                    | 15 717                                  | 15 717                                  | 11 565                                  | 11 565                                  |
| St. Gallen             | 12 ▬                                    | 483 101                                 | 40 258                                  | 311 495                                 | 25 958                                  | 12 ▬                                    | 487 060                                 | 40 588                                  | 317 969                                 | 26 497                                  |
| Graubünden             | 05 ▬                                    | 193 388                                 | 38 678                                  | 135 141                                 | 27 028                                  | 05 ▬                                    | 193 920                                 | 38 784                                  | 137 126                                 | 27 425                                  |
| Aargau                 | 15 ▬                                    | 624 681                                 | 41 645                                  | 399 092                                 | 26 606                                  | 16 ▲                                    | 627 340                                 | 39 209                                  | 414 745                                 | 25 922                                  |
| Thurgau                | 06 ▬                                    | 254 528                                 | 42 421                                  | 160 453                                 | 26 742                                  | 06 ▬                                    | 256 213                                 | 42 702                                  | 167 720                                 | 27 953                                  |
| Tessin                 | 08 ▬                                    | 336 943                                 | 42 118                                  | 212 103                                 | 26 513                                  | 08 ▬                                    | 341 652                                 | 42 707                                  | 218 580                                 | 27 323                                  |
| Waadt                  | 18 ▲                                    | 725 944                                 | 40 330                                  | 410 956                                 | 22 831                                  | 18 ▬                                    | 734 356                                 | 40 798                                  | 428 569                                 | 23 809                                  |
| Wallis                 | 07 ▬                                    | 317 022                                 | 45 289                                  | 205 917                                 | 25 739                                  | 08 ▲                                    | 321 732                                 | 40 217                                  | 216 041                                 | 27 005                                  |
| Neuenburg              | 05 ▬                                    | 173 183                                 | 34 637                                  | 109 926                                 | 21 985                                  | 04 ▼                                    | 174 554                                 | 43 638                                  | 111 304                                 | 27 826                                  |
| Genf                   | 11 ▬                                    | 472 530                                 | 42 957                                  | 240 126                                 | 21 830                                  | 11 ▬                                    | 463 101                                 | 42 100                                  | 248 915                                 | 22 629                                  |
| Jura                   | 02 ▬                                    | 70 542                                  | 35 271                                  | 50 629                                  | 25 315                                  | 02 ▬                                    | 70 942                                  | 35 471                                  | 51 936                                  | 25 968                                  |

| Kanton                 | 2019 Wahlen (Wohnbevölkerung Ende 2016) | 2019 Wahlen (Wohnbevölkerung Ende 2016) | 2019 Wahlen (Wohnbevölkerung Ende 2016) | 2019 Wahlen (Wohnbevölkerung Ende 2016) | 2019 Wahlen (Wohnbevölkerung Ende 2016) |
| Kanton                 | Sitze                                   | Wohnbevölkerung                         | Bevölkerung pro Sitz                    | Wahlberechtigte                         | Wahlberechtigte pro Sitz                |
| ---------------------- | --------------------------------------- | --------------------------------------- | --------------------------------------- | --------------------------------------- | --------------------------------------- |
| Zürich                 | 35 ▬                                    | 1 487 969                               | 42 513                                  | 944 765                                 | 26 993                                  |
| Bern                   | 24 ▼                                    | 1 026 513                               | 42 771                                  | 740 307                                 | 30 846                                  |
| Luzern                 | 09 ▼                                    | 403 397                                 | 44 822                                  | 279 236                                 | 31 026                                  |
| Uri                    | 01 ▬                                    | 36 145                                  | 36 145                                  | 26 781                                  | 26 781                                  |
| Schwyz                 | 04 ▬                                    | 155 863                                 | 38 966                                  | 105 606                                 | 26 401                                  |
| Obwalden               | 01 ▬                                    | 37 378                                  | 37 378                                  | 27089                                   | 27 089                                  |
| Nidwalden              | 01 ▬                                    | 42 556                                  | 42 556                                  | 31 367                                  | 31 367                                  |
| Glarus                 | 01 ▬                                    | 40 147                                  | 40 147                                  | 26 520                                  | 26 520                                  |
| Zug                    | 03 ▬                                    | 123 948                                 | 41 316                                  | 77 470                                  | 25 823                                  |
| Freiburg               | 07 ▬                                    | 311 914                                 | 44 559                                  | 206 025                                 | 29 432                                  |
| Solothurn              | 06 ▬                                    | 269 441                                 | 44 907                                  | 180 743                                 | 30 124                                  |
| Basel-Stadt            | 05 ▬                                    | 193 070                                 | 38 614                                  | 114 139                                 | 22 827                                  |
| Basel-Landschaft       | 07 ▬                                    | 285 624                                 | 40 803                                  | 190 095                                 | 27 156                                  |
| Schaffhausen           | 02 ▬                                    | 80 769                                  | 40 385                                  | 52 377                                  | 26 189                                  |
| Appenzell Ausserrhoden | 01 ▬                                    | 54 954                                  | 54 954                                  | 39 063                                  | 39 063                                  |
| Appenzell Innerrhoden  | 01 ▬                                    | 16 003                                  | 16 003                                  | 11 942                                  | 11 942                                  |
| St. Gallen             | 12 ▬                                    | 502 552                                 | 41 879                                  | 324 636                                 | 27 053                                  |
| Graubünden             | 05 ▬                                    | 197 550                                 | 39 510                                  | 139 759                                 | 27 952                                  |
| Aargau                 | 16 ▬                                    | 663 462                                 | 41 466                                  | 429 516                                 | 26 845                                  |
| Thurgau                | 06 ▬                                    | 270 709                                 | 45 118                                  | 174 337                                 | 29 056                                  |
| Tessin                 | 08 ▬                                    | 354 375                                 | 44 297                                  | 223 271                                 | 27 909                                  |
| Waadt                  | 19 ▲                                    | 784 822                                 | 41 306                                  | 453 280                                 | 23 857                                  |
| Wallis                 | 08 ▬                                    | 339 176                                 | 42 397                                  | 226 331                                 | 28 291                                  |
| Neuenburg              | 04 ▬                                    | 178 567                                 | 44 642                                  | 112 704                                 | 28 176                                  |
| Genf                   | 12 ▲                                    | 489 524                                 | 40 793                                  | 268 337                                 | 22 361                                  |
| Jura                   | 02 ▬                                    | 73 122                                  | 36 561                                  | 53 522                                  | 26 761                                  |

## Aufgaben und Zuständigkeiten
Nationalrat und Ständerat nehmen als gleichberechtigte Parlamentskammern gemeinsam die Aufgaben der Bundesversammlung wahr und besitzen dieselben Zuständigkeiten.

## Legislaturperioden und Sessionen
Für Nationalrat und Ständerat gelten dieselben Regeln für die Durchführung der Sessionen.

## Verfahren
Für Nationalrat und Ständerat gelten dieselben allgemeinen Verfahrensregeln.

## Parlamentarische Instrumente, Vorstösse
Nationalrat und Ständerat verfügen über dieselben parlamentarischen Instrumente.

## Organe
Nationalrat und Ständerat sind Organe der Bundesversammlung; die Regelungen für ihre internen Organe (Präsidium, Büro, Kommissionen, Fraktionen) sind weitgehend identisch.

## Öffentlichkeit des Ratsbetriebs und Offenlegungspflichten der Ratsmitglieder
→ Hauptartikel: Abschnitt Parlament im Artikel Transparenz in der Politik (Schweiz)

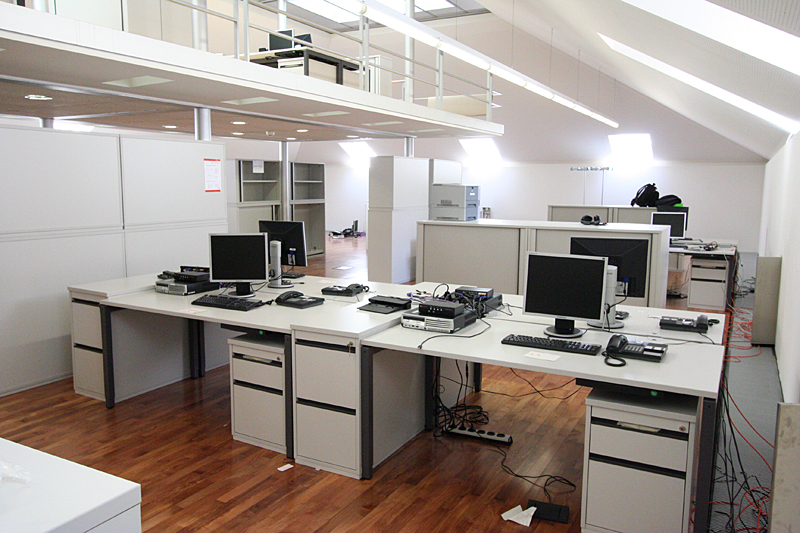
Arbeitsplätze zur Protokollierung der Reden in National- und Ständerat; wegen der Bundeshausrenovation wurden die Arbeitsplätze vom Parlamentsgebäude ins Bundeshaus Ost verlegt

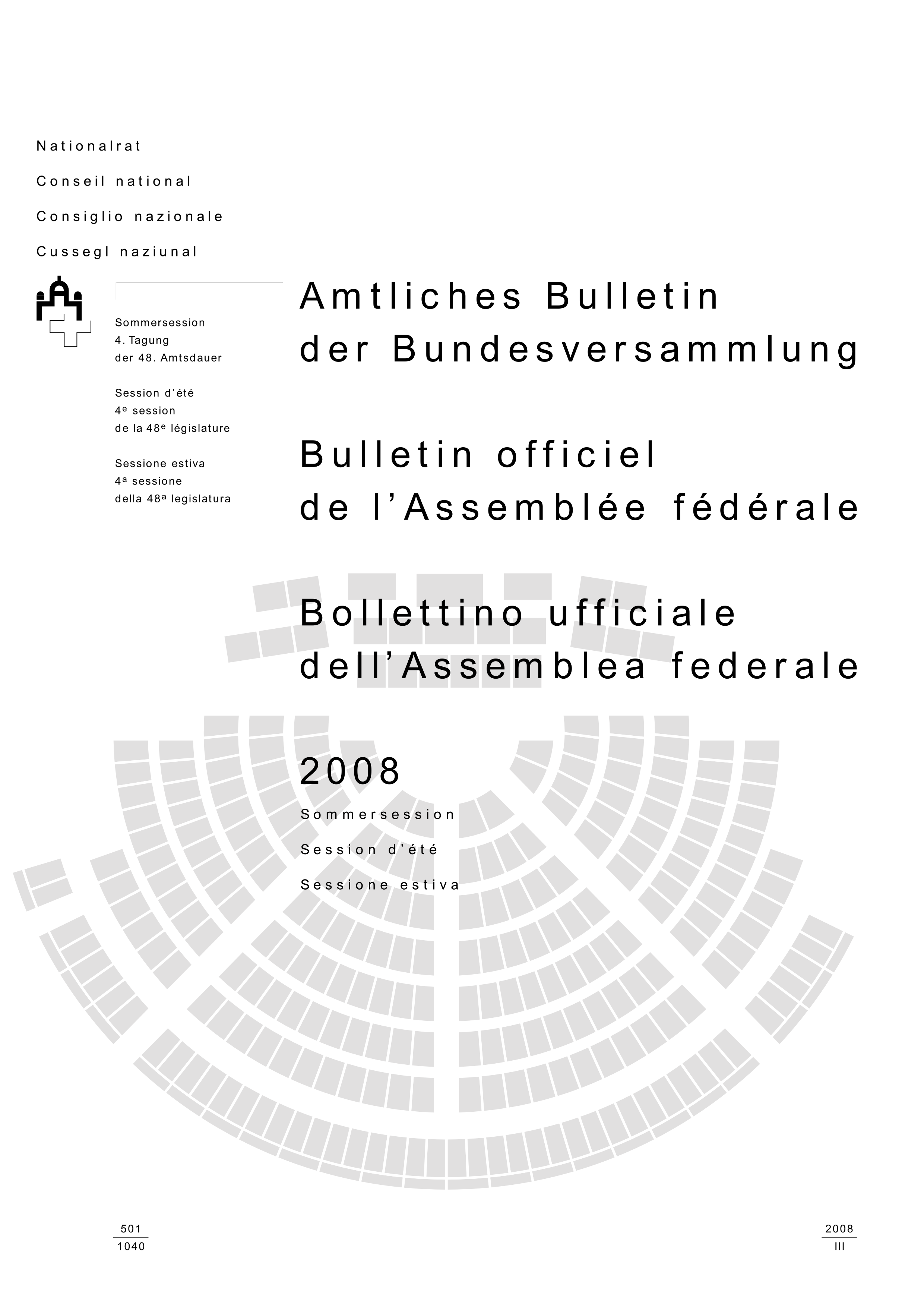
Deckblatt einer gedruckten Ausgabe des Bulletins

Die Verhandlungen von Nationalrat und Ständerat werden im Internet live übertragen und im «Amtlichen Bulletin» publiziert. Zu jeder Abstimmung wird in beiden Räten die Stimmabgabe jedes Ratsmitglieds veröffentlicht. Für die Ratsmitglieder bestehen verschiedene Offenlegungspflichten; z. B. müssen sie ihre beruflichen Tätigkeiten ausserhalb des Parlaments, insbesondere in Verwaltungsräten und ähnlichen Gremien in einem öffentlichen Register eintragen. Ein weiteres öffentliches Register informiert über die Ausweise für einen dauerhaften Zutritt zum Bundeshaus, welche jedes Ratsmitglied für zwei Gäste (z. B. Lobbyisten) ausstellen lassen kann.

## Nationalratssaal
Der Nationalratssaal dient neben der Versammlung des Nationalrats auch der Versammlung der Vereinigten Bundesversammlung. Die Ständeräte nehmen dabei ihre Plätze ein, die sich unter ihren Kantonswappen an der Rückwand des Saales befinden. Ausserhalb der Sessionen des Parlaments finden im Nationalratssaal seit 1991 auch die jährlichen Versammlungen der Eidgenössischen Jugendsession statt. Die Verwaltungsdelegation ist verantwortlich für die Nutzung des Parlamentsgebäudes, das für Veranstaltungen «von nationaler oder internationaler Bedeutung» zur Verfügung gestellt werden kann. Organisationen mit Parlamentscharakter kann erlaubt werden, eine ausserordentliche Tagung in einem Ratssaal des Bundeshauses durchzuführen. Nichtpolitischen Organisationen darf keine «prestigeträchtige» Plattform gegeben werden.
2019 fand im Saal ein Podiumsgespräch von Gesellschaftsfragen im Rahmen des Frauentages statt.

### Sitzordnung
Nachdem die Parlamentarier des Nationalrats zunächst nach Sprachen gruppiert gesessen hatten, schlug in den 1960er-Jahren Leo Schürmann eine neue Sitzordnung vor; er wünschte zur besseren Zusammenarbeit in den Fraktionen eine andere Sitzordnung, die erst 1974 neu «nach Fraktionszugehörigkeit und Sprache» sowie «wenn möglich, nach den persönlichen Wünschen» reglementiert wurde. Erst 1995 wurde die Sitzordnung nur noch unter Berücksichtigung der Fraktion erstellt.

## Trivia
Zum Abschluss der Jubiläumssession – 700 Jahre Eidgenossenschaft – am 2./3. Mai 1991 wurde das Theaterstück Herkules und der Stall des Augias von Friedrich Dürrenmatt im Nationalratssaal aufgeführt.